# Curtiss XA-14
Le Curtiss XA-14 est un avion américain des années 1930. C'est le premier avion d'attaque au sol multi-moteurs à être testé par l'United States Army Air Corps. Emportant un équipage de deux personnes, il est aussi rapide que les avions de chasse en service à l'époque.

## Conception et développement
Initialement construit comme un projet en interne sous la désignation Curtiss Model 76, équipé de deux moteurs en étoile expérimentaux Wright WR-1510, les essais en vol sont suffisamment impressionnants pour qu'après l'évaluation par l'USAAC, le Model 76 est renvoyé à Curtiss et équipé de deux moteurs R-1670-5 de 775 ch à hélices à vitesse constante. Cette configuration est acceptée par l'armée sous la désignation XA-14. Il dispose de marquages militaires et du numéro d'identification 36-146.
Le Model 76 est une construction tout en métal avec un fuselage semi-monocoque à section ovale, décrit comme « stylo aminci ». Le XA-14 est intensivement testé et, à un moment, il est équipé d'un canon de nez de 37 mm. En juillet 1936, 13 versions développées, remotorisées avec deux moteurs Wright R-1820-47 Cyclone, sont commandées pour être produites sous la désignation Y1A-18.